# Türk Telekom Arena
Türk Telekom Arena är en fotbollsanläggning i Istanbul i Turkiet. Den började byggas den 13 december 2007 och invigdes 15 januari 2011. Turkiska staten stod för hela kostnaden men det är Istanbul-laget Galatasaray som använder den som hemmaarena. Arenan tar 52 652 personer och klassas som femstjärnig av UEFA.

### Fotnoter
1. ↑  Galatasaray Spor Kulübü Resmi Sitesi
2. ↑  ”Galatasaray Kart Resmi Satış Sitesi”. Arkiverad från originalet den 6 november 2008. https://web.archive.org/web/20081106150015/http://galatasaray.com.tr/. Läst 3 mars 2011.